# نظریه نعل‌اسبی

طرفداران نظریه نعل‌اسبی استدلال می‌کنند که چپ رادیکال و راست رادیکال به یکدیگر بیشتر نزدیک هستند تا به میانه‌روی در ایدئولوژی خودشان.

در علوم سیاسی و گفت‌وگوی عامه، نظریه نعل‌اسبی ادعا می‌کند که چپ رادیکال و راست رادیکال، به جای قرار گرفتن در منتهای تضاد در قطب‌های دو طیف سیاسی مختلف، شباهت نزدیکی به یکدیگر دارند، مشابه نعلِ اسبی که دو سوی آن در نهایت به هم نزدیک می‌شود.
این نظریه به ژان-پیر فی فیلسوف و نویسنده فرانسوی و  در رابطه با اتو اشتراسر نسبت داده شده است. 
طرفداران این نظریه به تعداد زیادی از شباهت‌های مشهود بین تندروهای چپ و راست اشاره می‌کنند و ادعا می‌کنند که بعضاً هر دو تمایل به حمایت از اقتدارگرایی یا توتالیتاریسم دارند. تعدادی از دانشمندان علوم سیاسی این نظریه را مورد انتقاد قرار داده‌اند.